# バーデン＝バーデン
バーデン＝バーデン（標準ドイツ語：Baden-Baden, アレマン語：Bade-Bade（バーデ＝バーデ））は、ドイツ連邦共和国のバーデン＝ヴュルテンベルク州に属する都市。人口は約5万4千人。
ヨーロッパ有数の温泉地として幅広く知られ、ローマ時代の浴場跡が残っている。ドイツ語で、バーデン(Baden)という語自体が、「入浴（する）」を意味しており、そこからバーデンという地名がついた。1931年、多く使われていたバーデン＝イン＝バーデン(Baden-in-Baden)という表現が縮まって、バーデン＝バーデンが街の名称となった。
日本では永田鉄山、岡村寧次、小畑敏四郎のバーデン＝バーデンの密約で知られる。

## 概要
シュヴァルツヴァルト（黒い森）の北部に位置する。ヨーロッパ有数の観光、保養都市であり、街の財政もこれに多くを依存している。街には競馬場もある。元は南西ドイツ放送（SWF）の放送局があり、現在は南ドイツ放送とSWRに統合され会長室はシュトゥットガルトに移ったが、放送のプロダクションは依然としてここを主に続けられている。
近隣の都市としては、約40キロ南西にフランスのストラスブール（シュトラスブルク）、30キロ北にカールスルーエ、約90キロ南にフライブルクが位置している。約20キロ東にカルフがある。

## 住民構成
東部および北部には高地ドイツ語のうち上部ドイツ語に属する上部フランケン語の一方言の南フランケン語を話すフランケン人が、西部および南部にはアレマン語の一方言の低地アレマン語を話すアレマン人が多い。その他にバーデン語も話される。

## 歴史
古代から温泉地として知られていた。17世紀末、プファルツ継承戦争に際してフランス軍の侵入を受けたため一時荒廃した。長らくバーデン辺境伯領の支配下にあり、1806年よりバーデン大公国（バーデン辺境伯領が昇格）の支配下におかれた。
19世紀に入り、鉄道など交通網の整備が進むと、庶民の娯楽としての旅行が普及し、多くの観光客が訪れるようになった。著名人もこの地で保養することが多く、音楽家のヨハネス・ブラームス、クララ・シューマン、ヨハン・シュトラウスらが有名である。フランスの作曲家で指揮者のピエール・ブーレーズは若い頃からこの地を気に入り2016年に逝去するまで在住し、指揮者のヴィルヘルム・フルトヴェングラーはここで肺炎に冒されて死去、細菌学に多くの功績を残したロベルト・コッホもこの地で没している。

## 観光
ドイツ有数の温泉地であるほか、ゴルフやテニスなどのスポーツを楽しむこともできる。毎年5・8・10月には、近郊のイフェツハイムで競馬が開催される。ハイキング、登山やスキーにも好適。近郊のフレーマースベルク (Fremersberg)には18ホールのゴルフコースがある。
主要な観光地:
- クアハウス:温泉浴場。クアガルテン (温泉庭園: Kurgarten)では、クラシック演奏会の「バーデン=バーデン・サマー・ナイツ」が毎年開催される[4]。
- カジノ
- フリードリクスバート（ドイツ語版）: 温泉浴場。
- カラカラ・スパ
- リヒテンターラー・アレー（英語版）: 公園・庭園。
- 州立美術館（ドイツ語版）
- フリーダー・ブルダ美術館（ドイツ語版）:ドイツ随一の現代芸術のコレクションを持つ。リチャード・マイヤーの建築[5]。
- ファベルジェ美術館（英語版）:ロシアの宝石商ファベルジェのコレクション。
- 19世紀の美術と技術博物館 (Museum der Kunst und Technik des 19. Jahrhunderts) (リヒテンターラー・アレー8番地): 19世紀の美術と技術のオーバーラップをテーマとした、美術品などの展示。
- ブラームスハウス：作曲家ブラームスの住居が博物館として保存されている。
- ホーエンバーデン城（ドイツ語版）:「旧城」とも呼ばれる。16世紀からの遺跡。
- 新宮殿(Neues Schloss) - バーデン辺境伯・大公の居城で、現在は歴史博物館となっている[6]。
- 祝祭劇場（英語版） - ヨーロッパ第2の規模を誇るフェスティバル・ホール。
- ローマ浴場跡 - 1847年に発掘された。
- 僧院教会 -  バーデン辺境伯14人の墓所がある教会。
- パラディース (Paradies) - 様々な仕掛け噴水のある、イタリア・ルネサンス様式の庭園。
- マークアー山（英語版） (Merkur) - ケーブルカーのマークアー登山鉄道（英語版）やマークアー展望塔（英語版）がある。
- フレーマースベルク塔（英語版） - 地上高30mの展望台のあるテレビ塔。
- シュトゥルザ礼拝堂 (ミヒャエルスベルク) - ミヒェル・シュトゥルザ（ルーマニアの貴族で、モルダヴィア王子）の息子の墓所の上に建てられている、金色のドームをもつ新古典的な礼拝堂。設計は、レオ・フォン・クレンツェ（ロシアの新エルミタージュなどを設計）。

バーデン＝バーデン - Baden-Baden
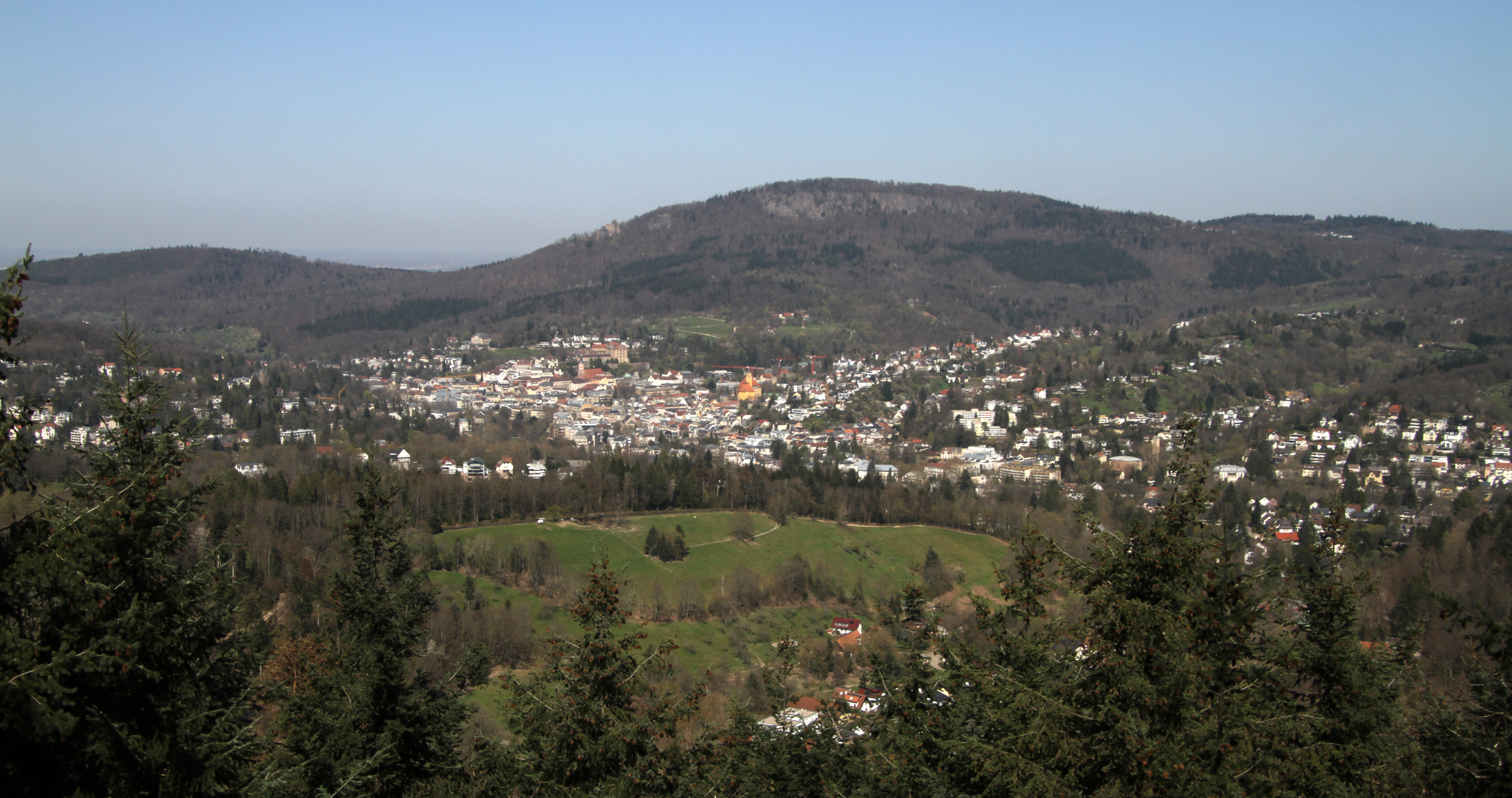
バーデン＝バーデン
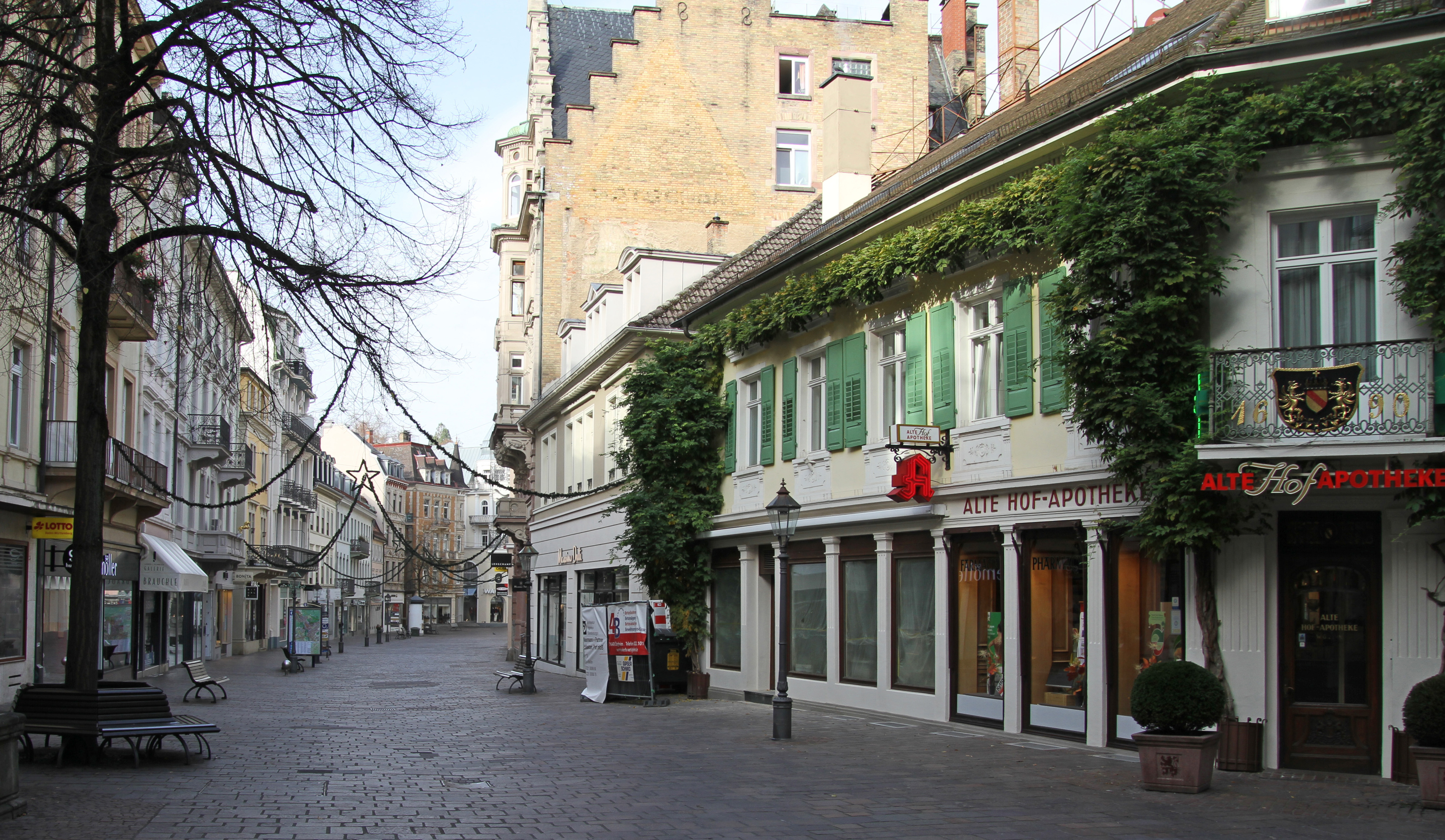
バーデン＝バーデンの街並み
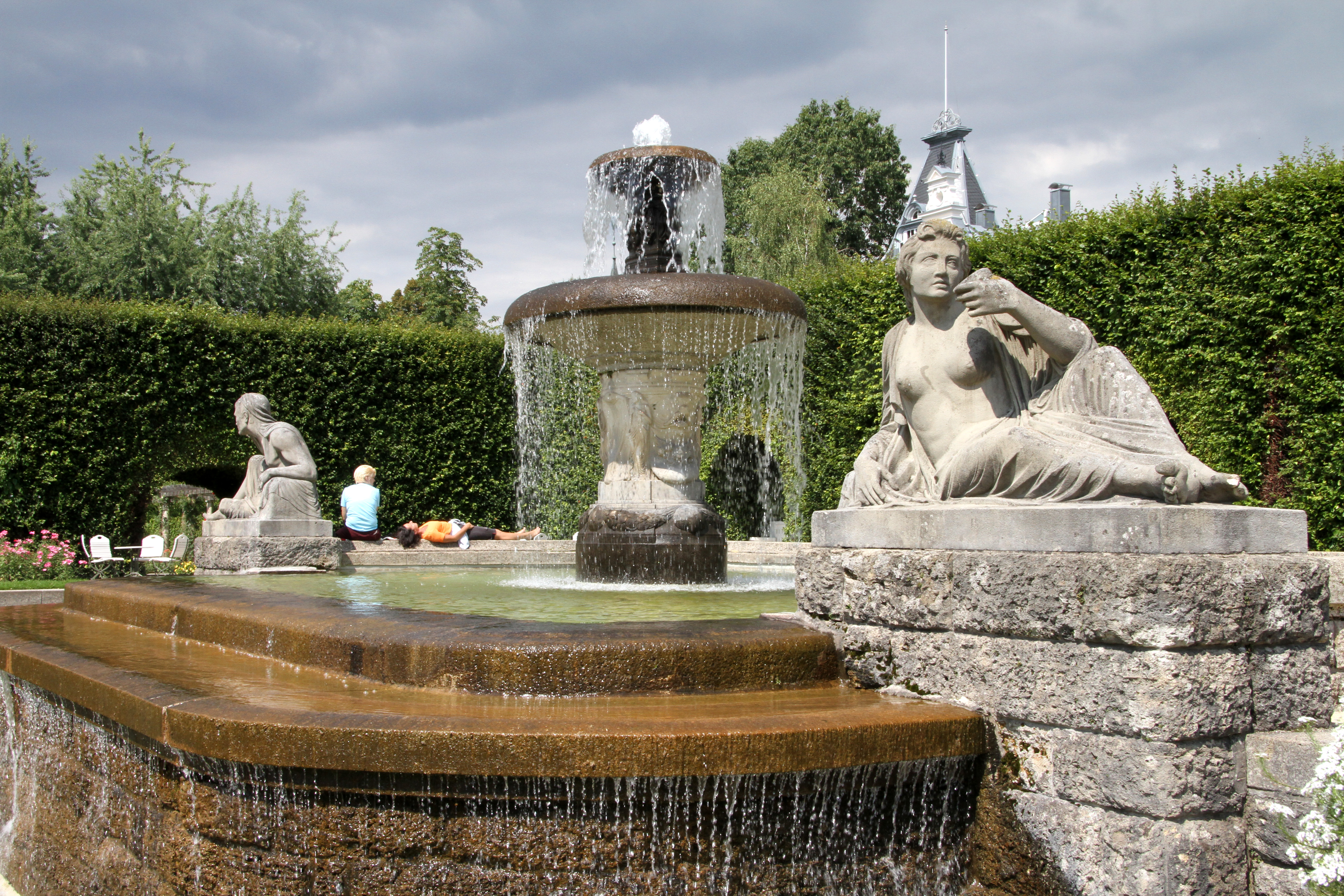
クアガルテン
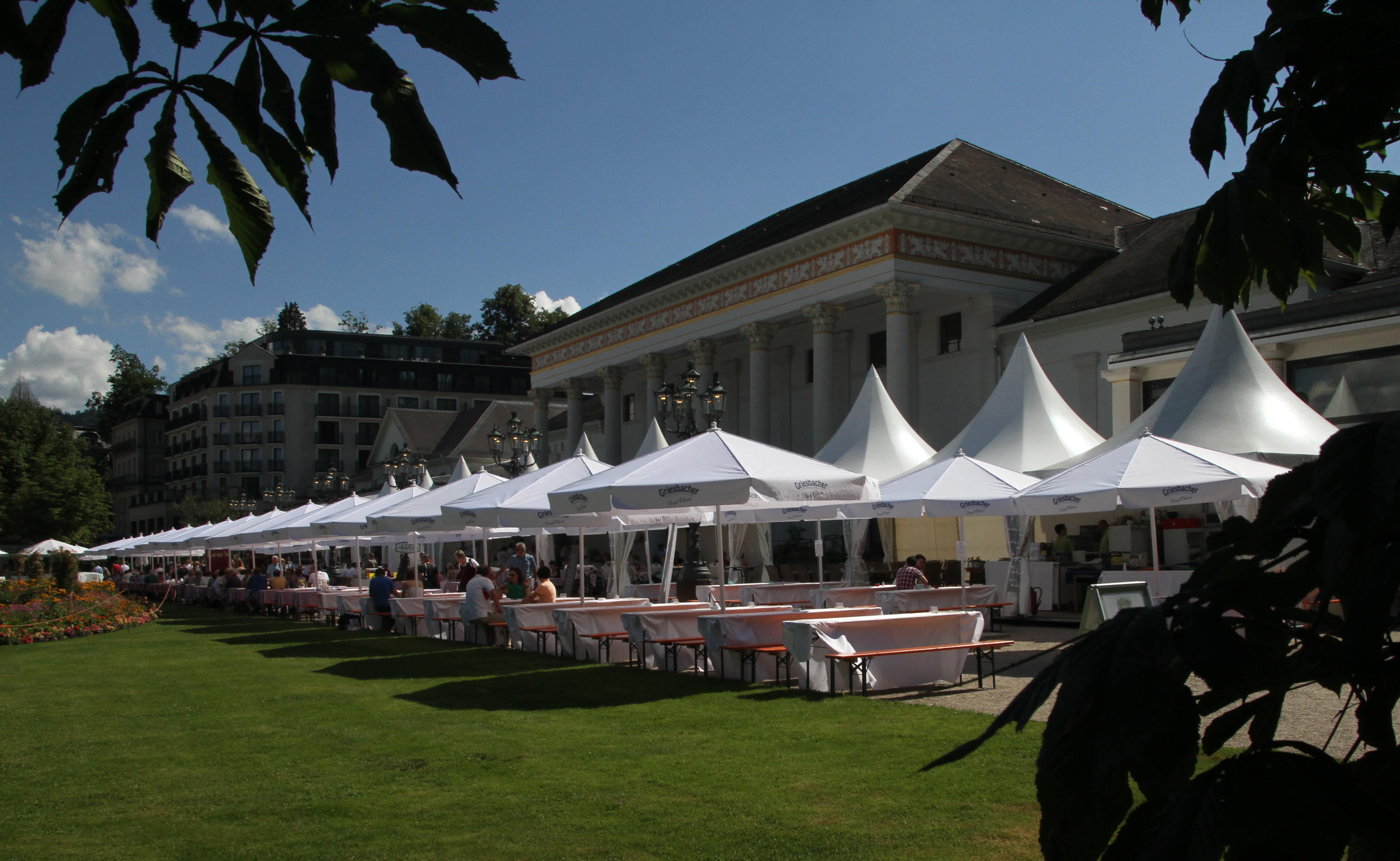
クアハウス
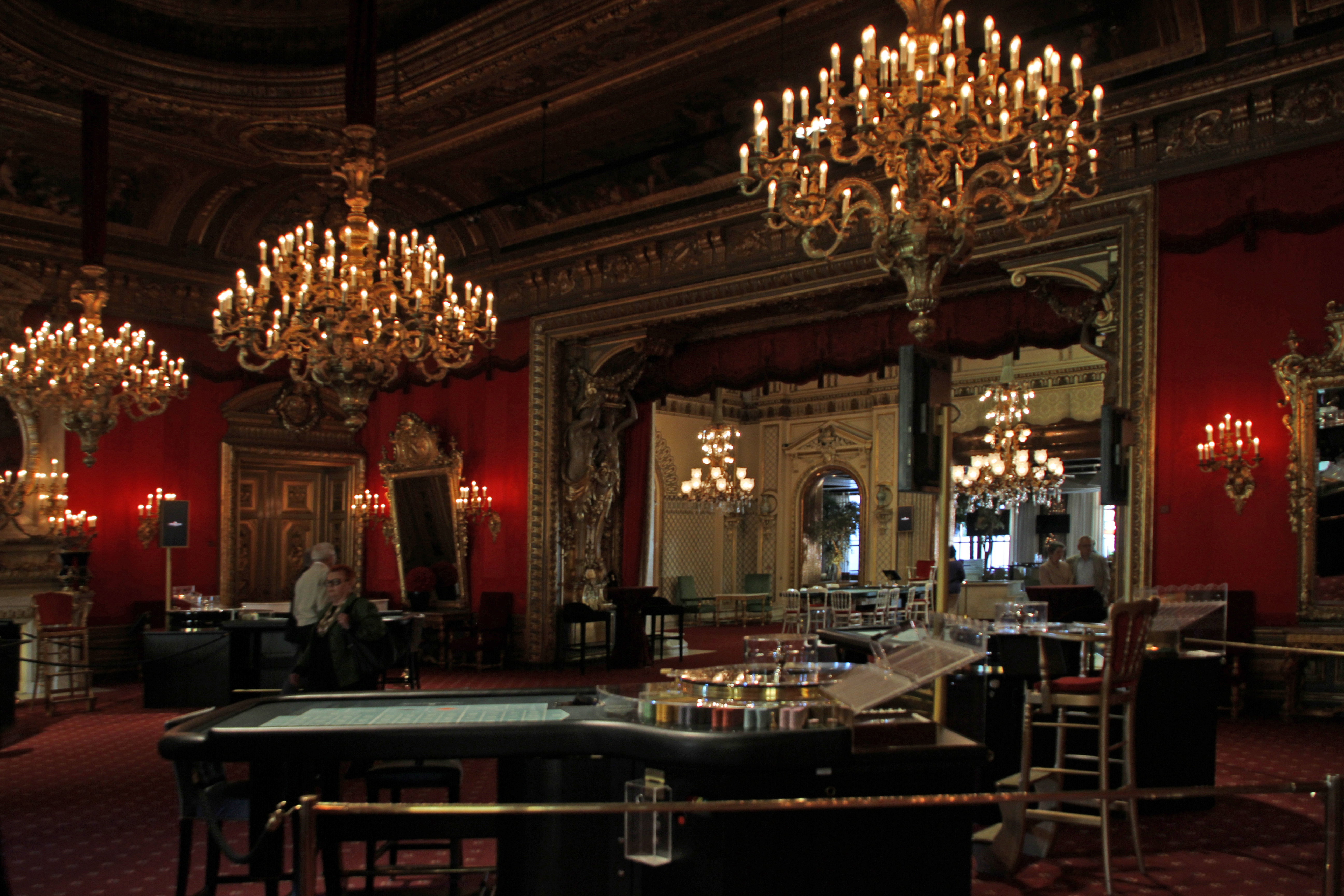
カジノ
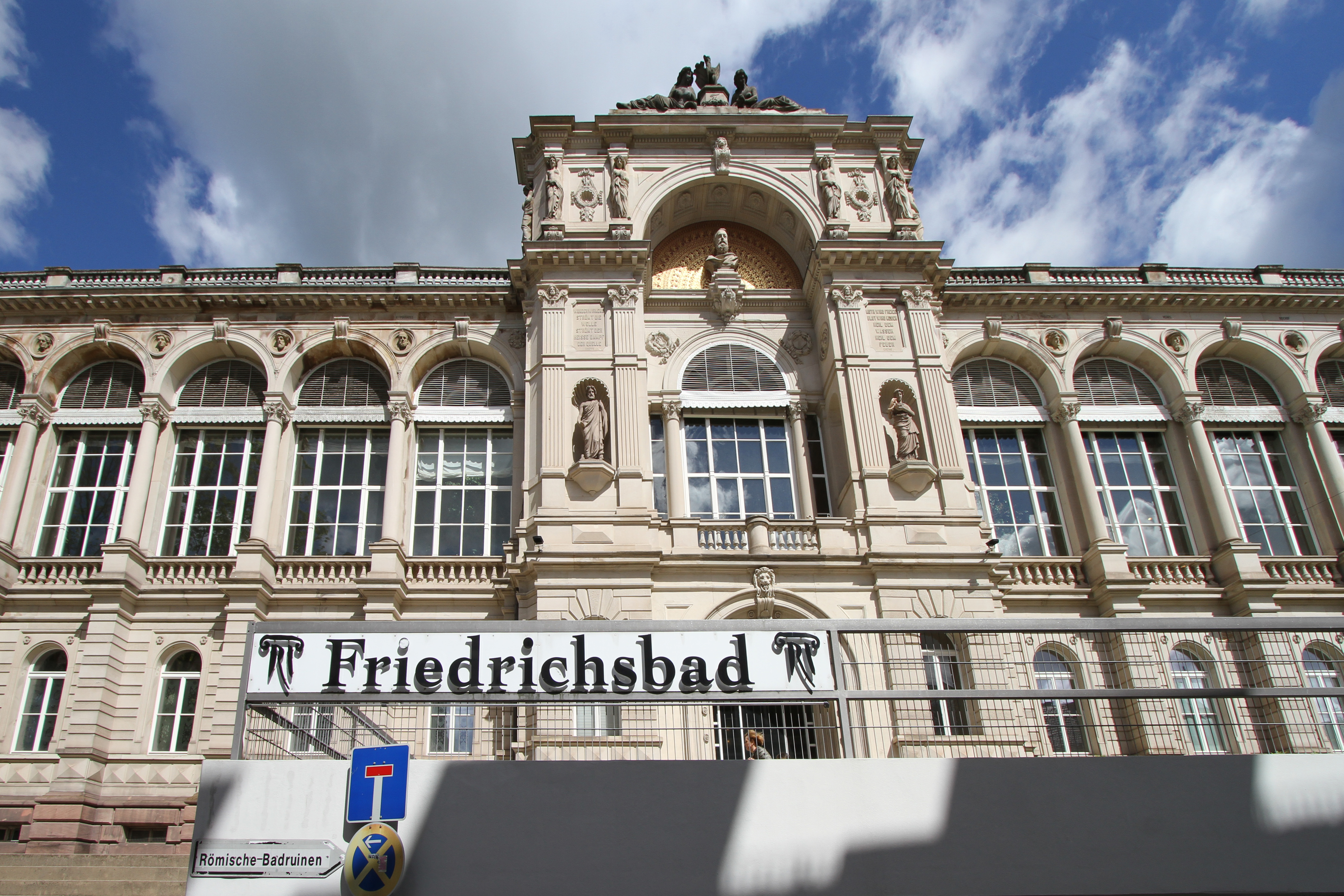
フリードリクスバート
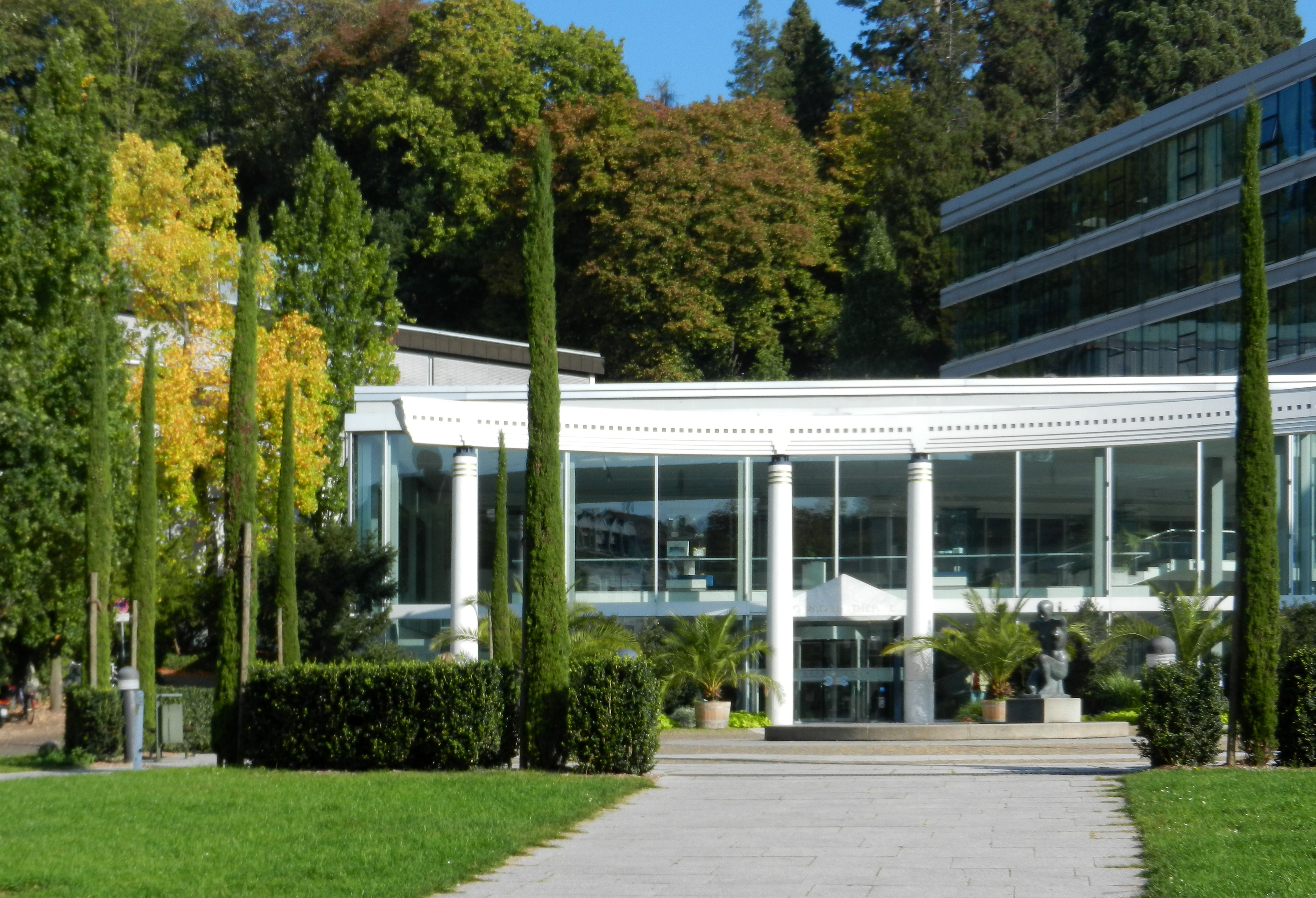
カラカラ・スパ
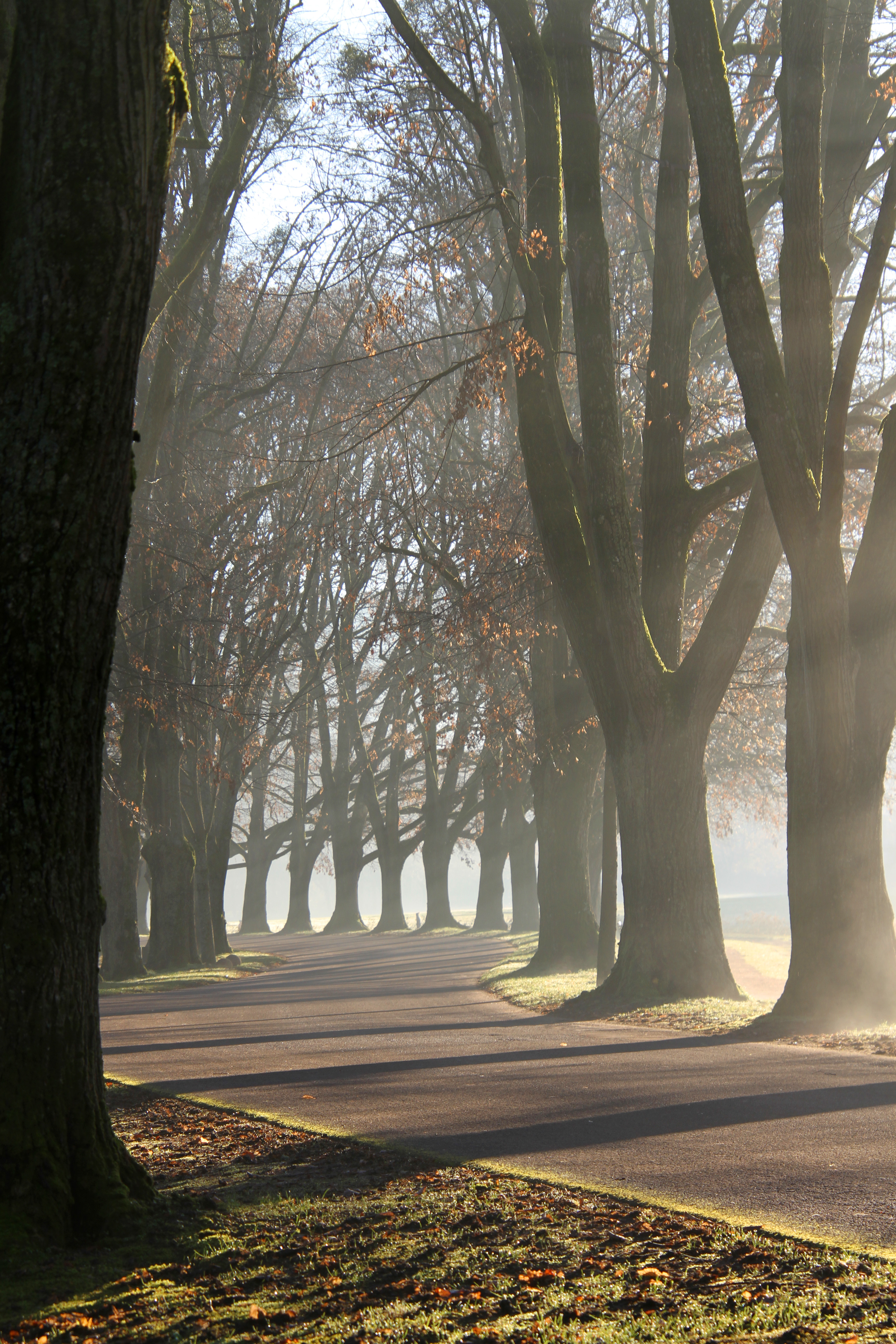
リヒテンターラー・アレー
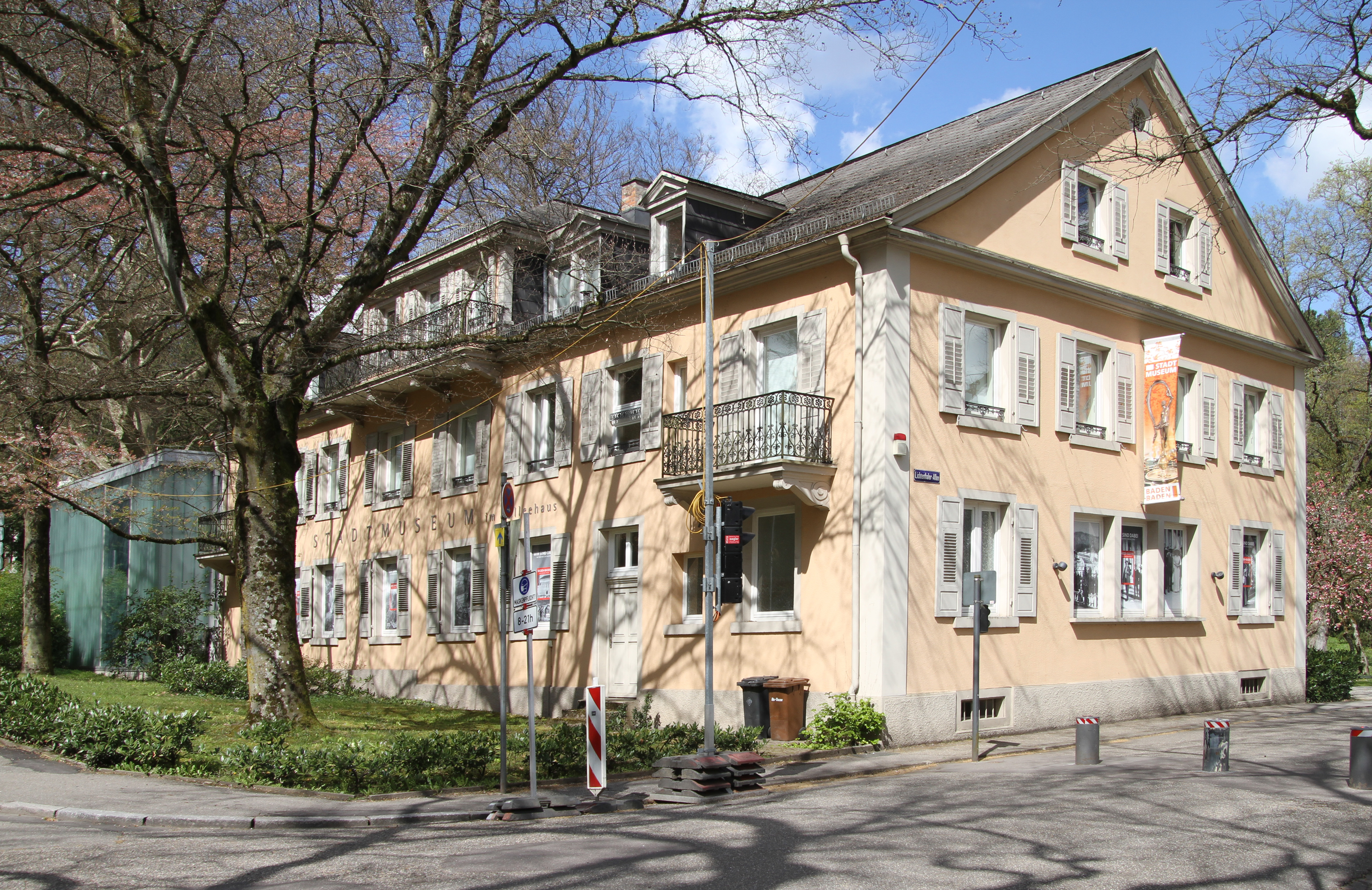
州立美術館
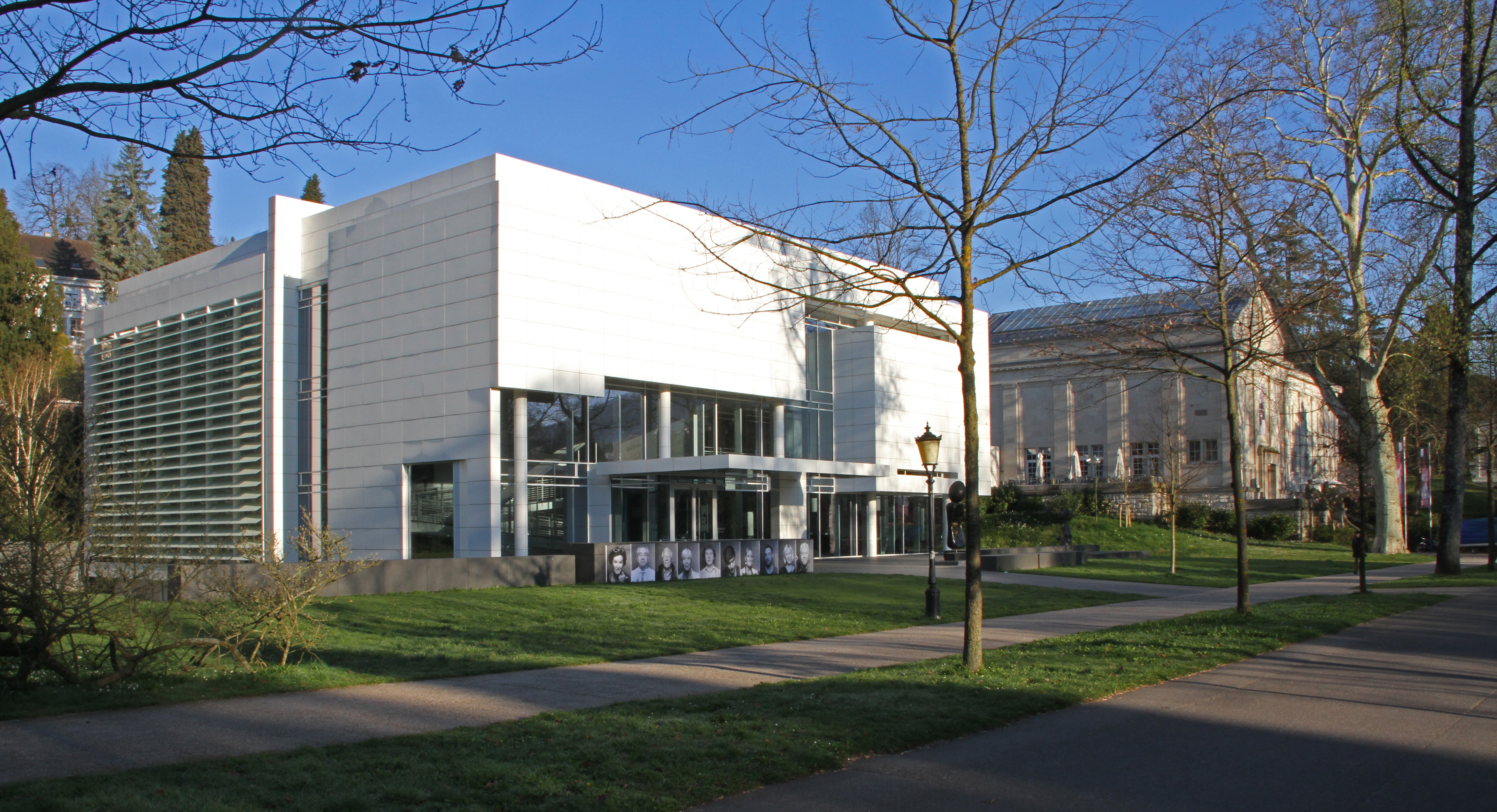
フリーダー・ブルダ美術館
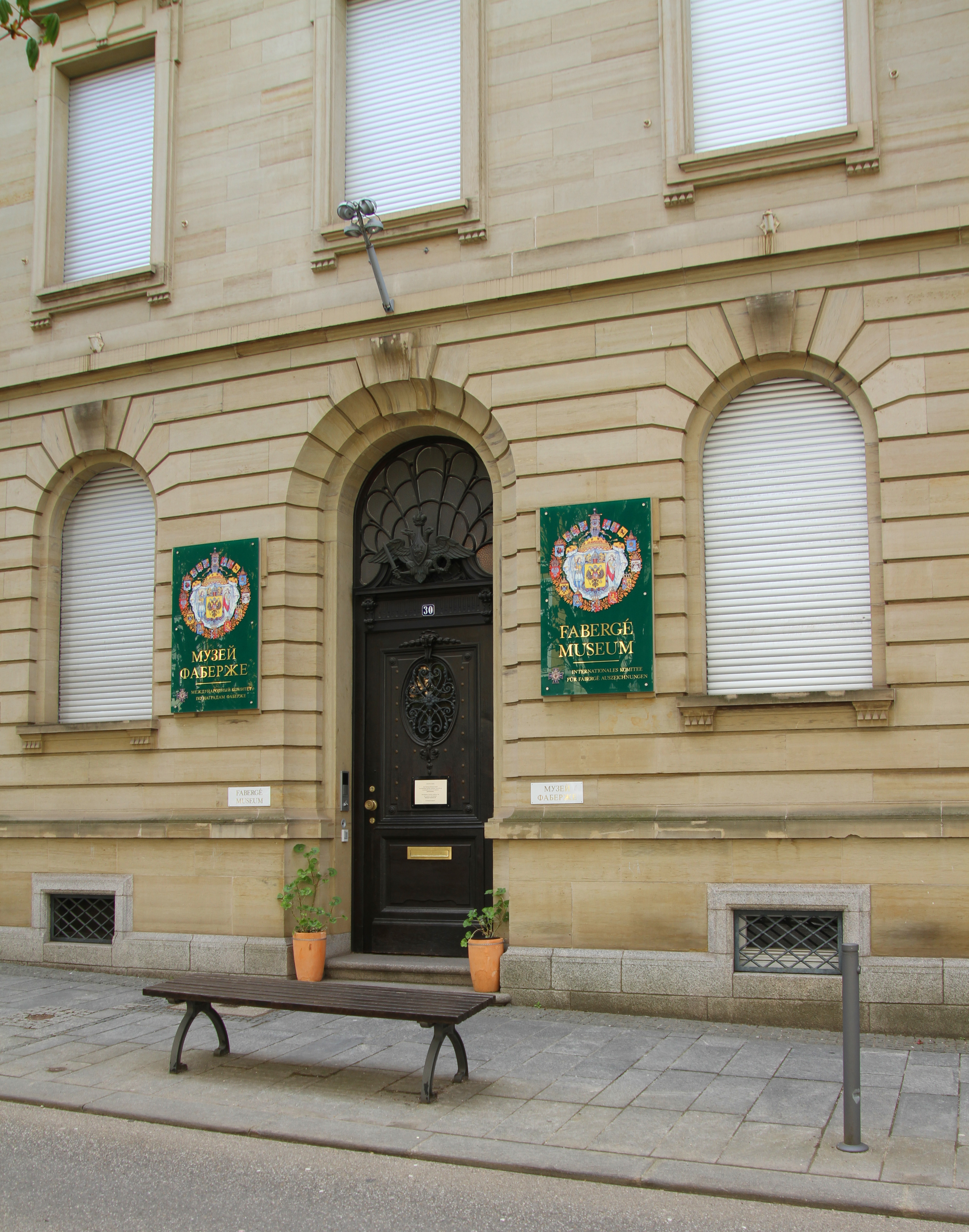
ファベルジェ美術館
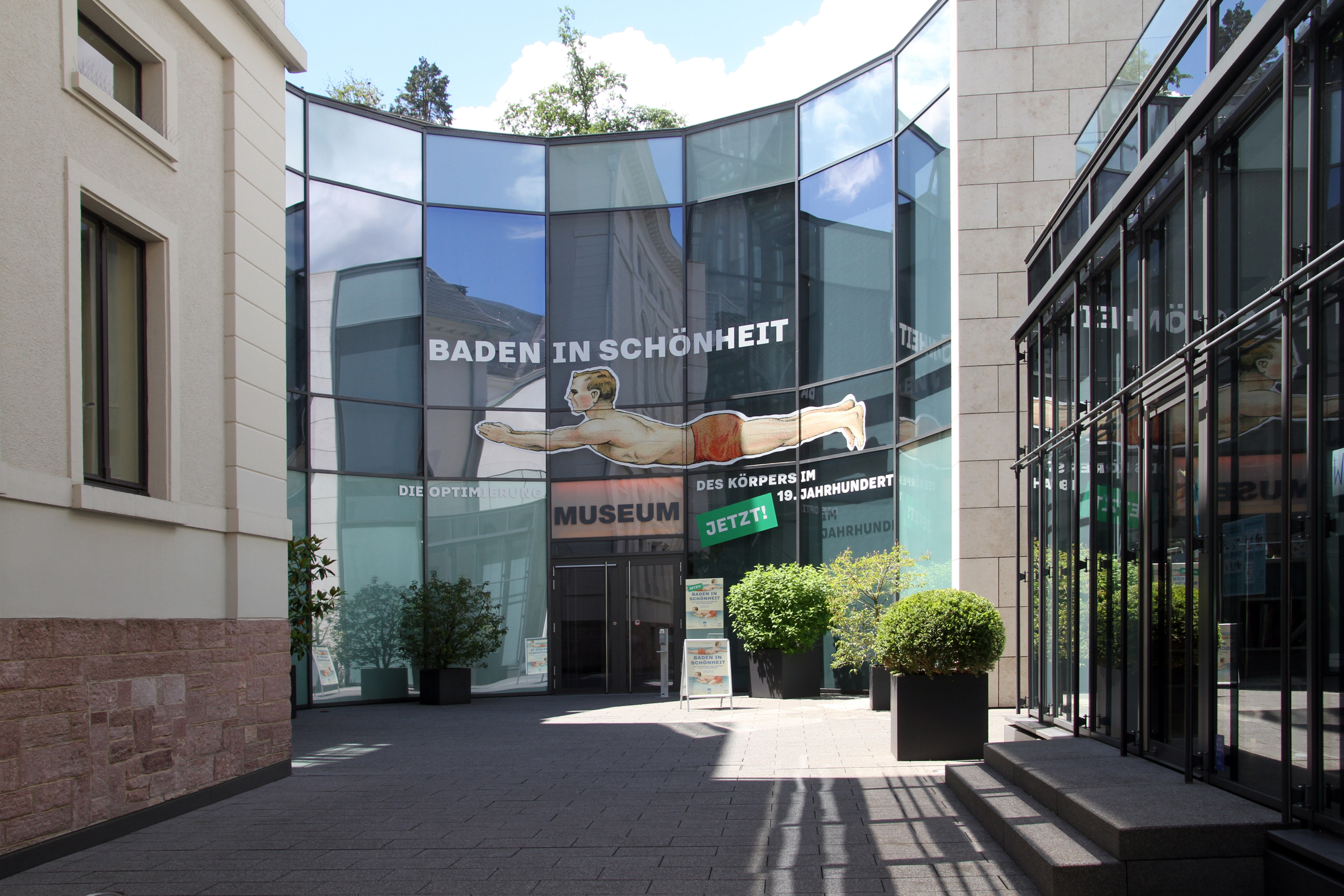
19世紀の美術と技術博物館
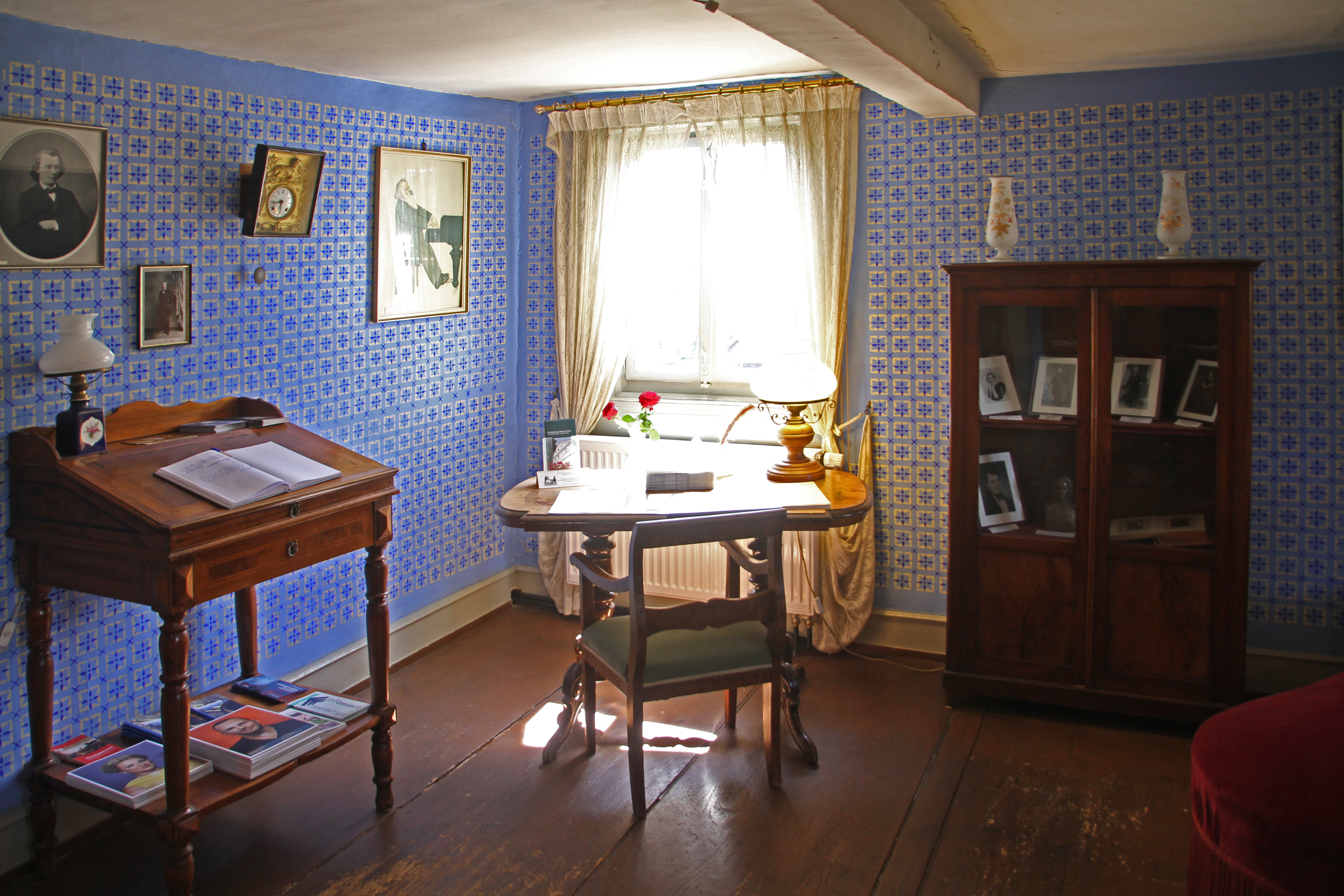
ブラームスハウス
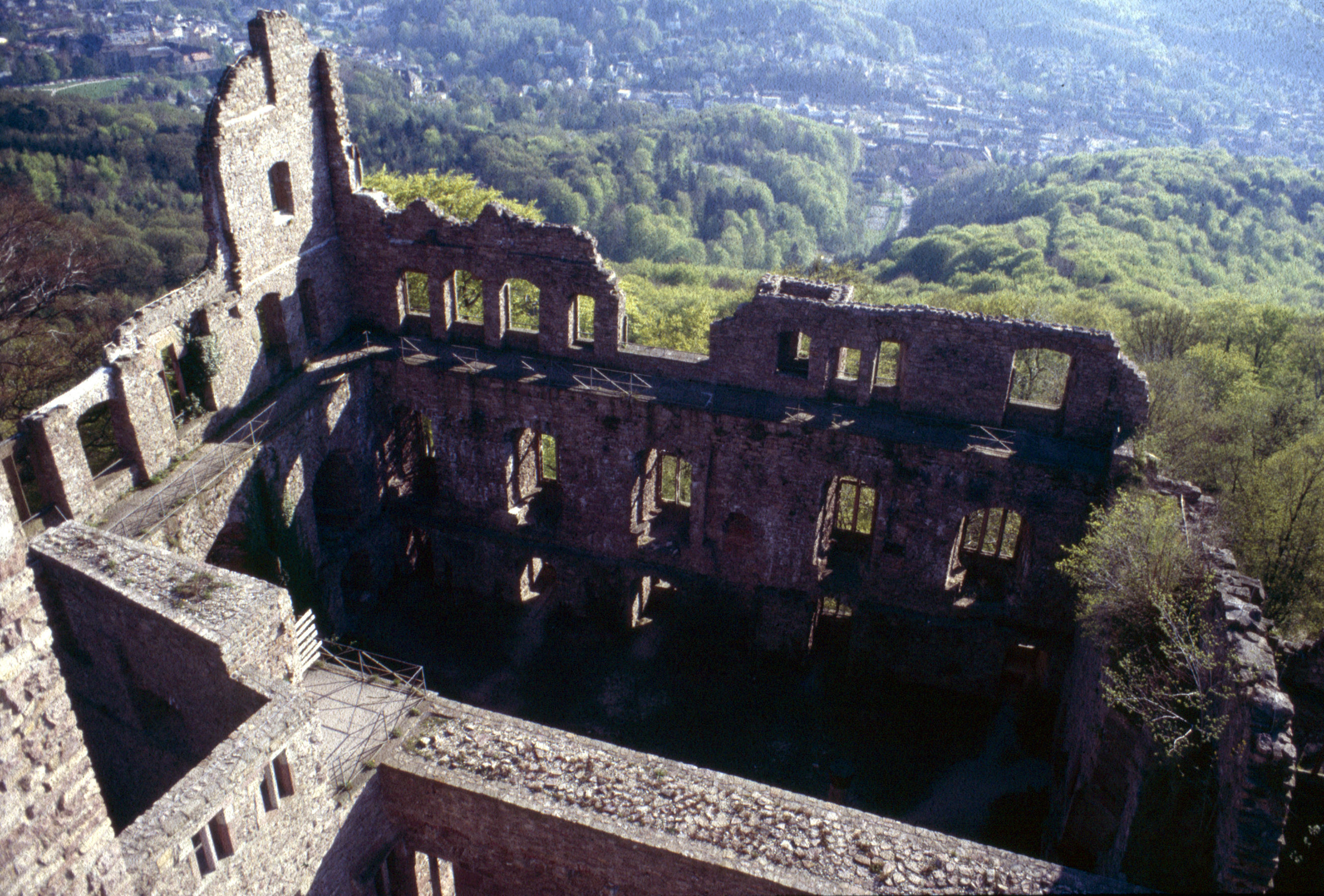
ホーエンバーデン城
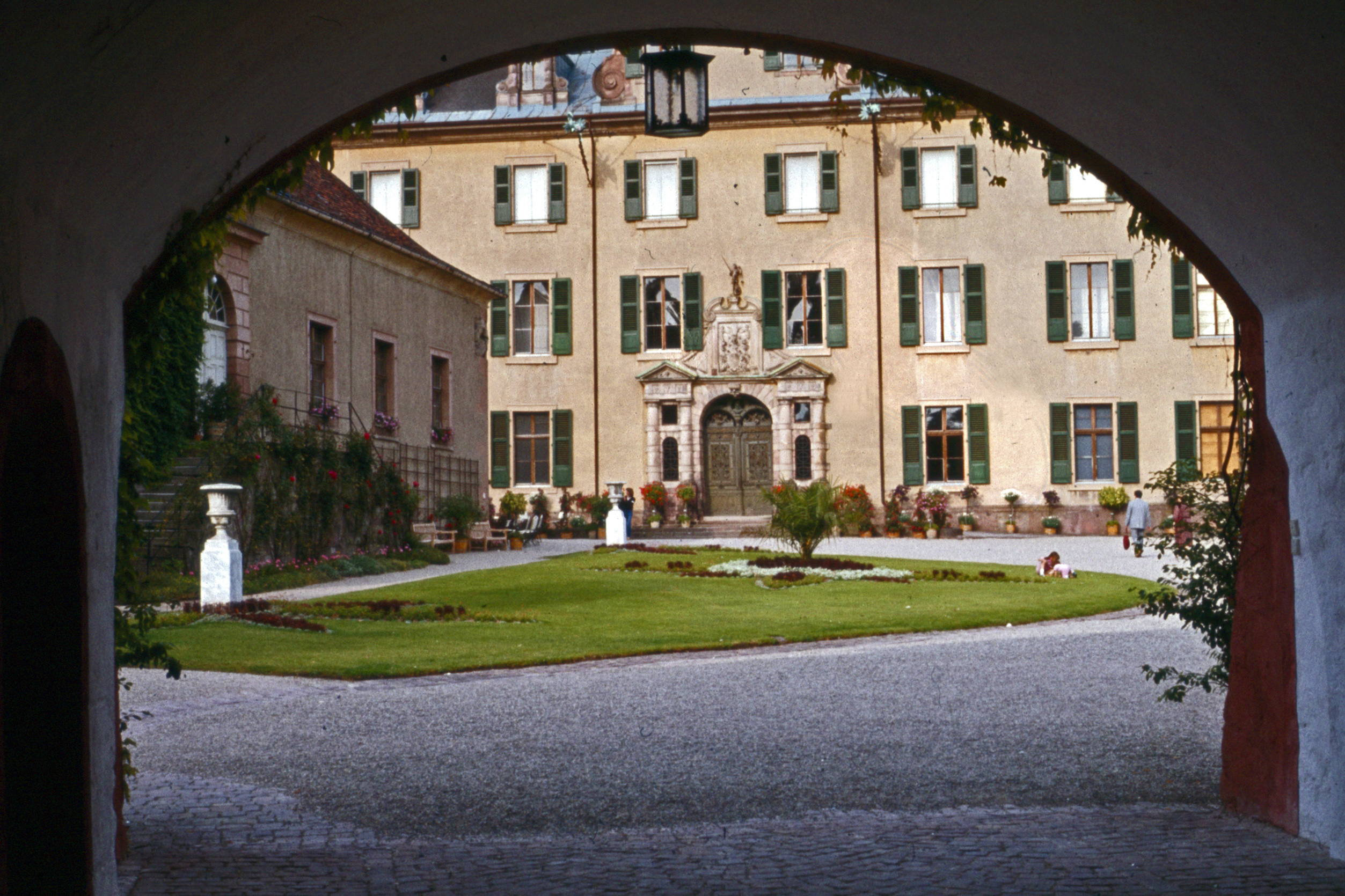
新宮殿
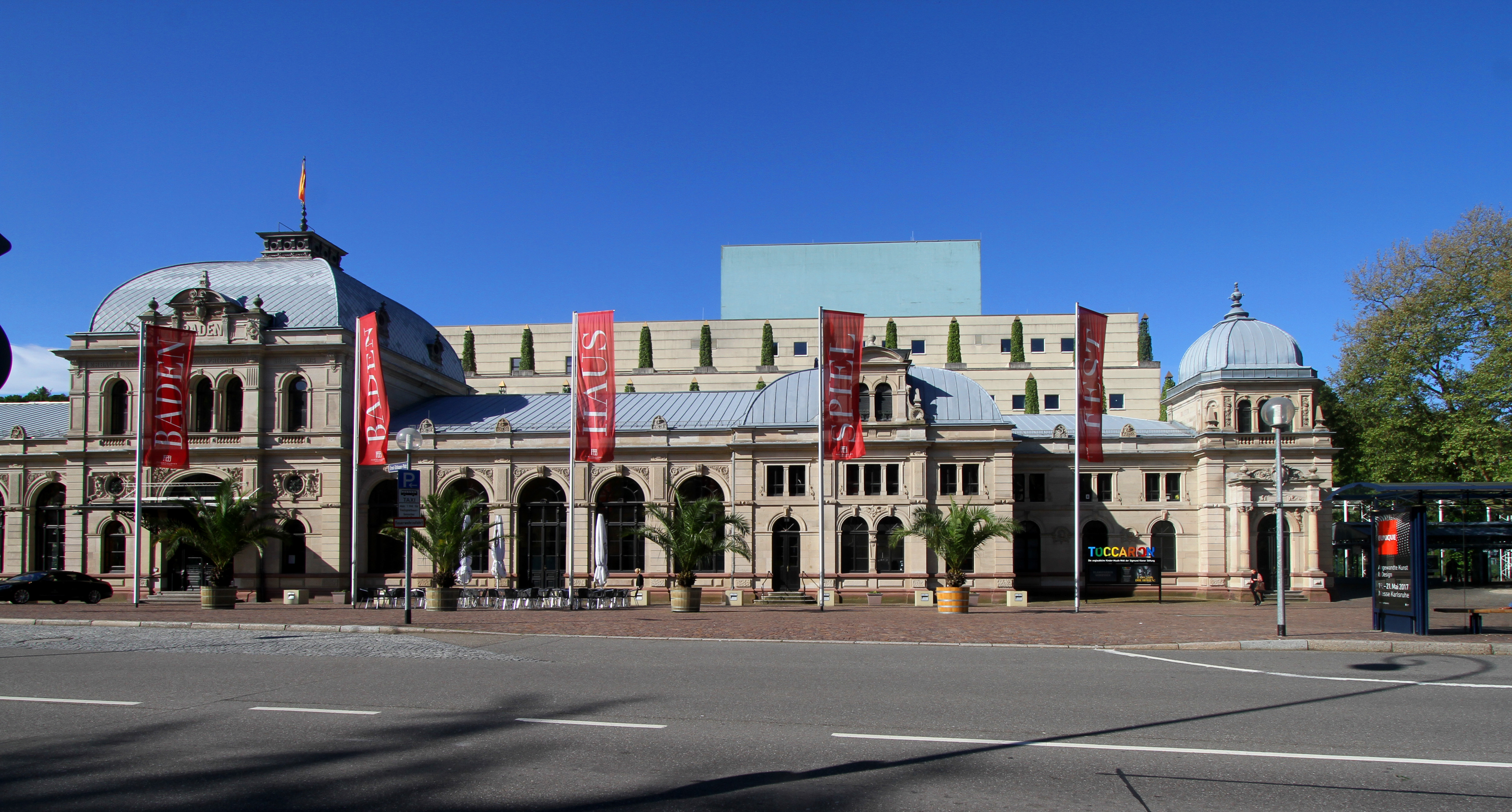
祝祭劇場
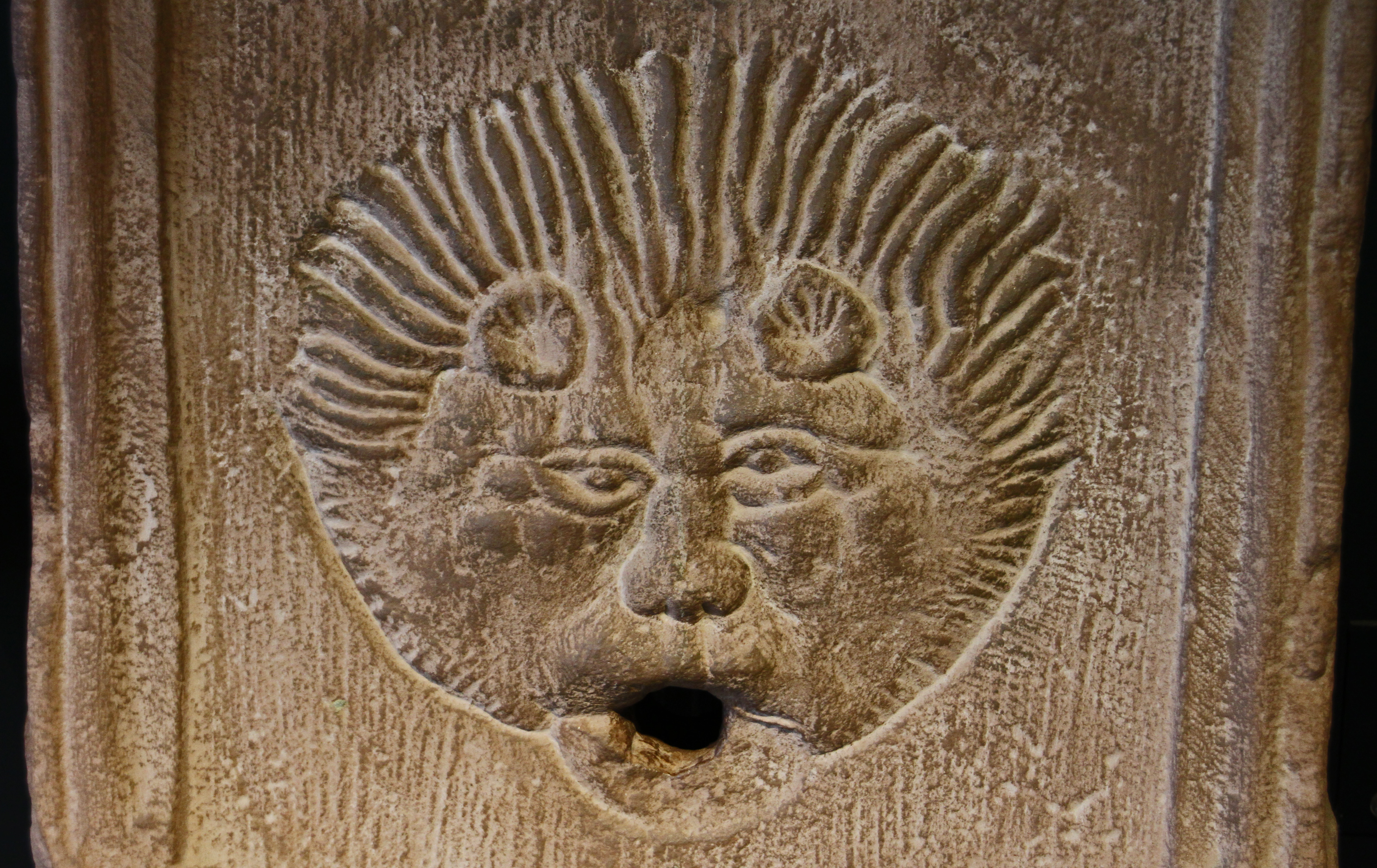
ローマ浴場跡
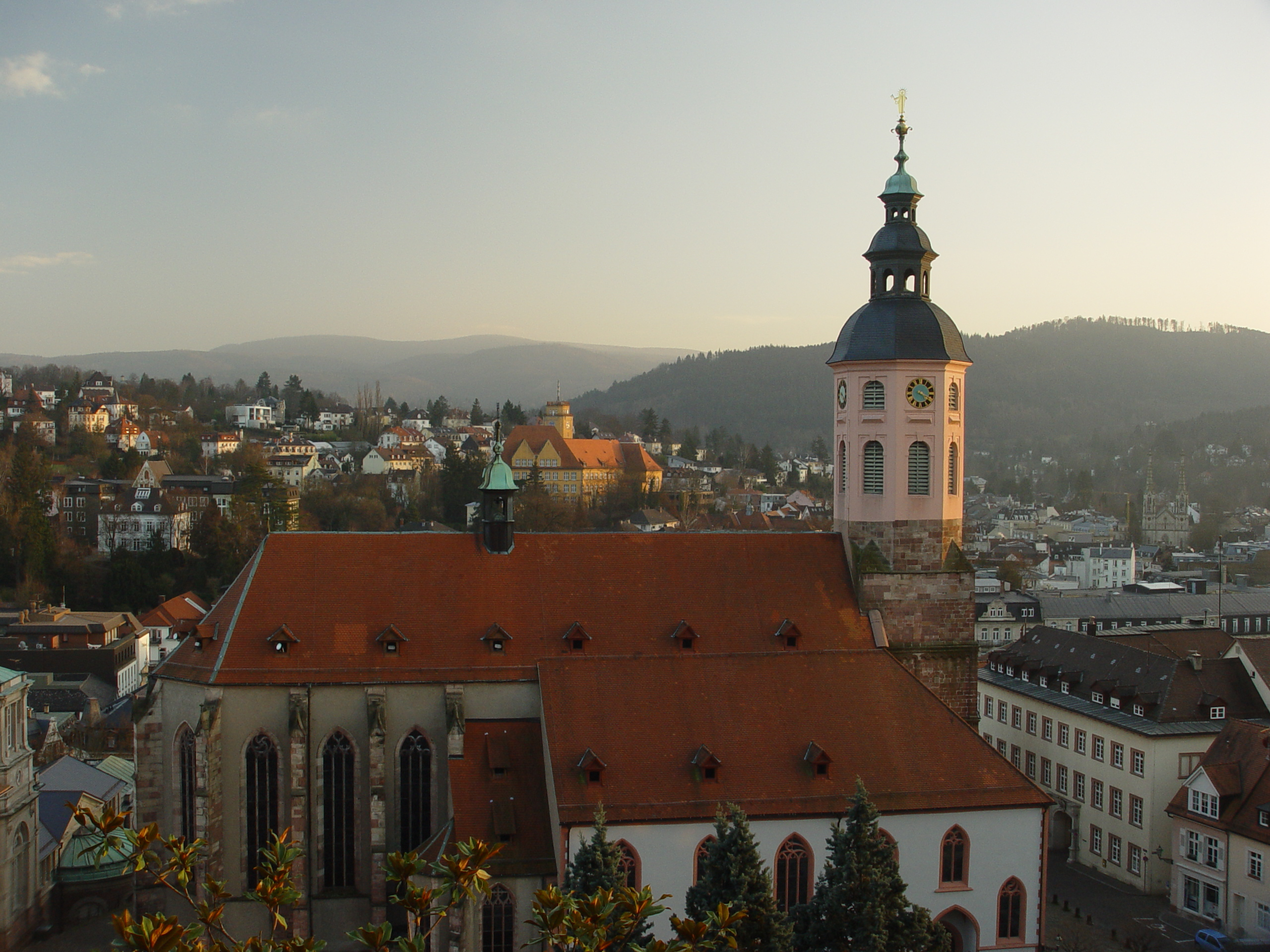
Stiftskirche（僧院教会）
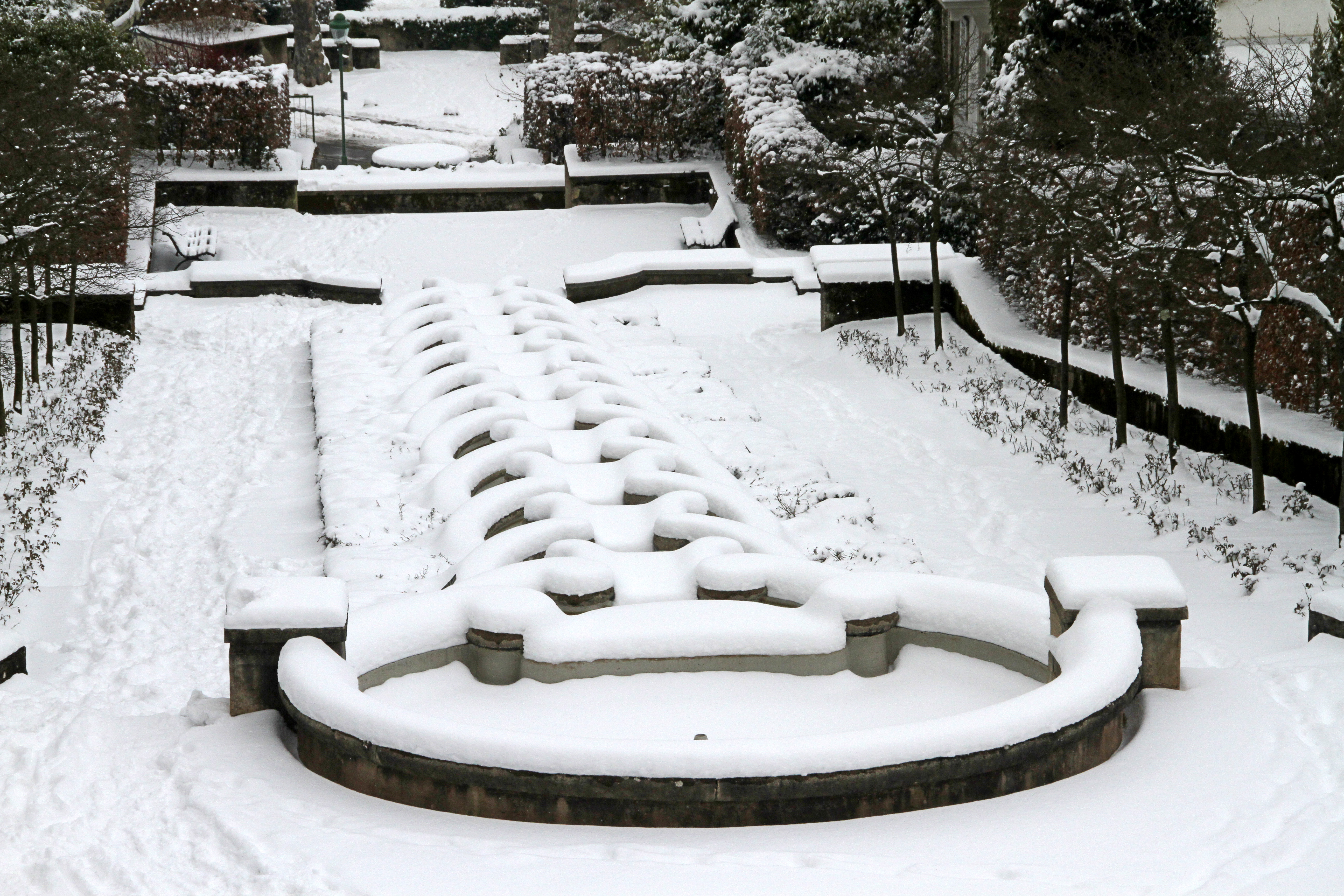
パラディース
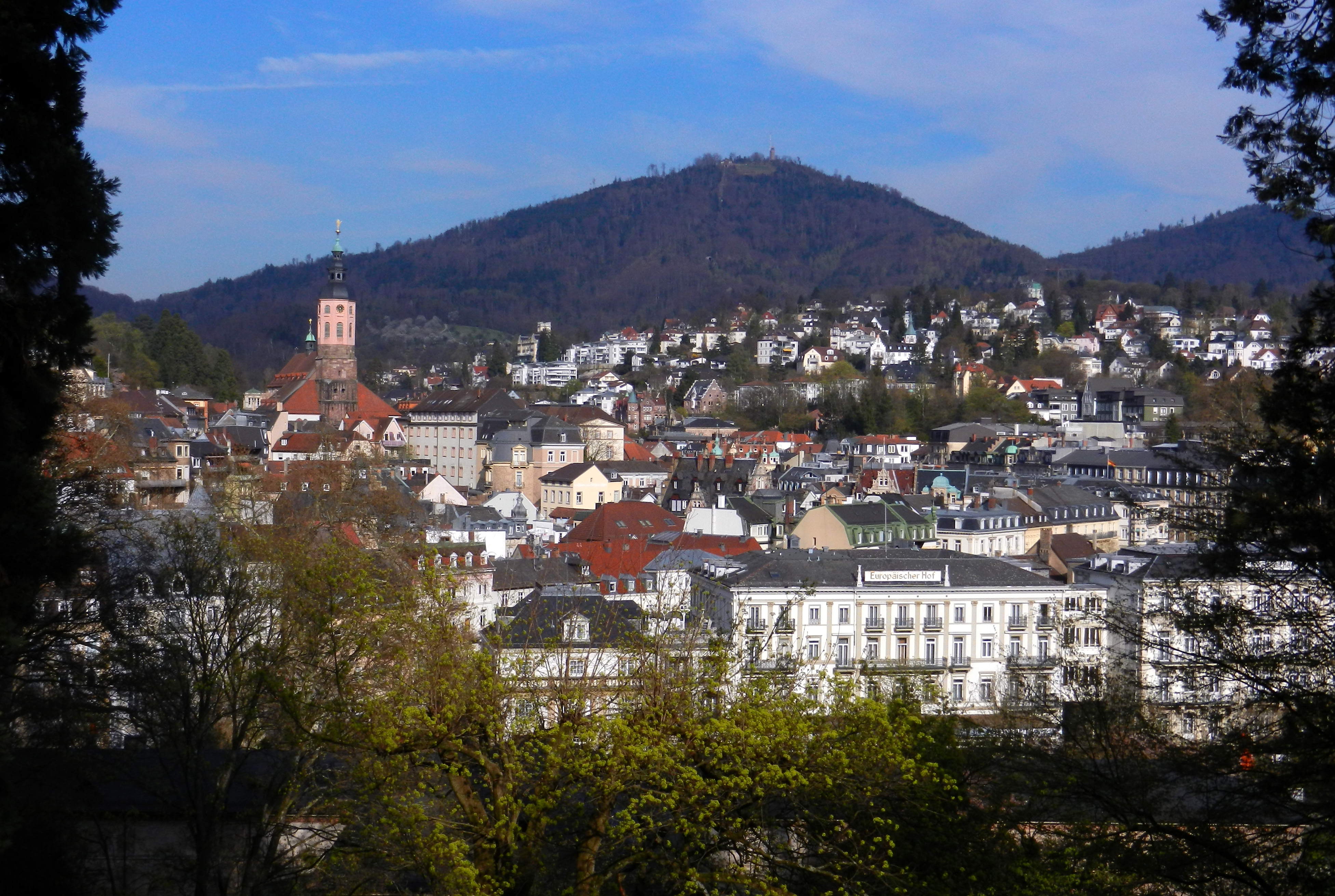
マークアー山
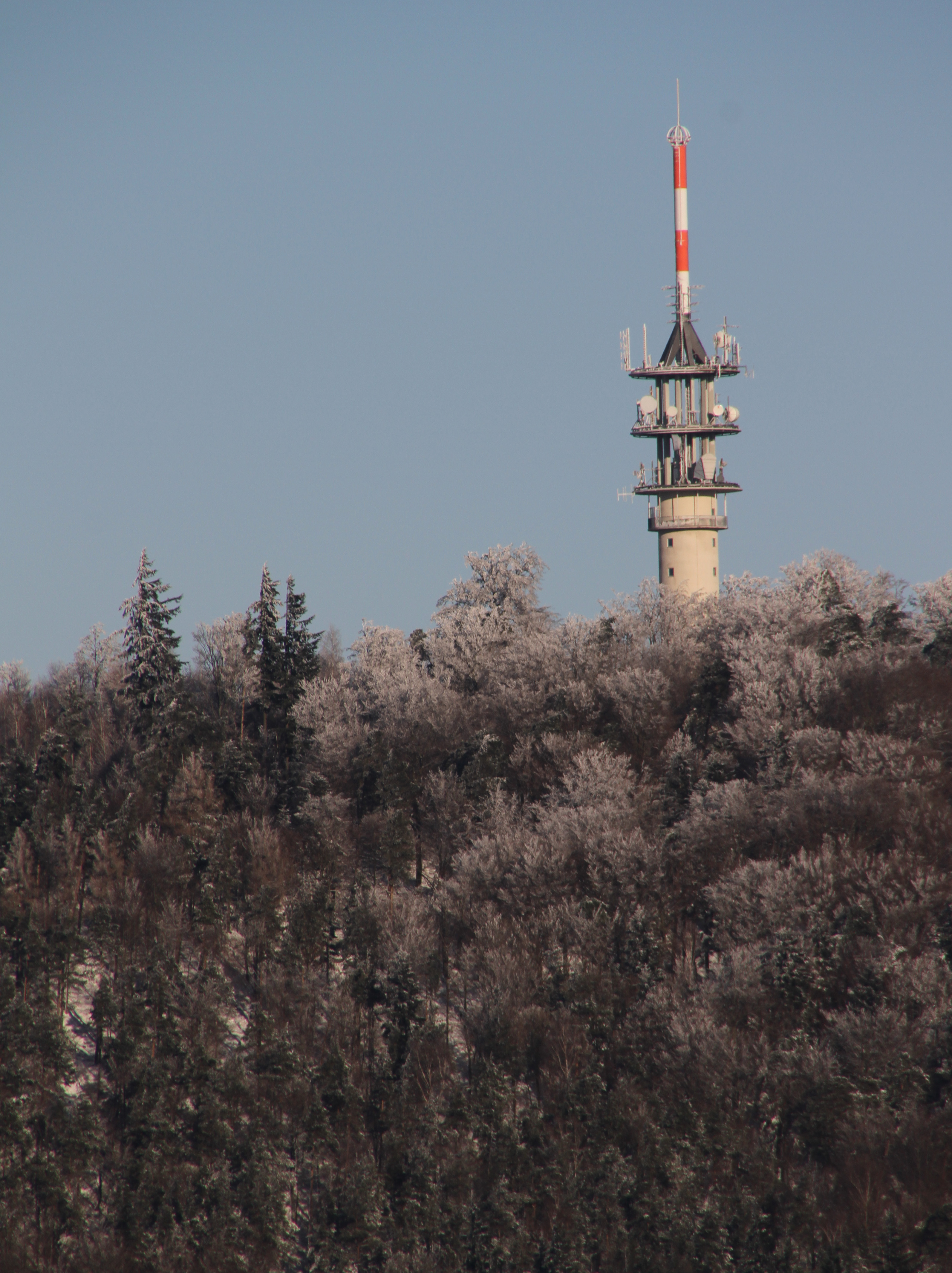
フレーマースベルク塔
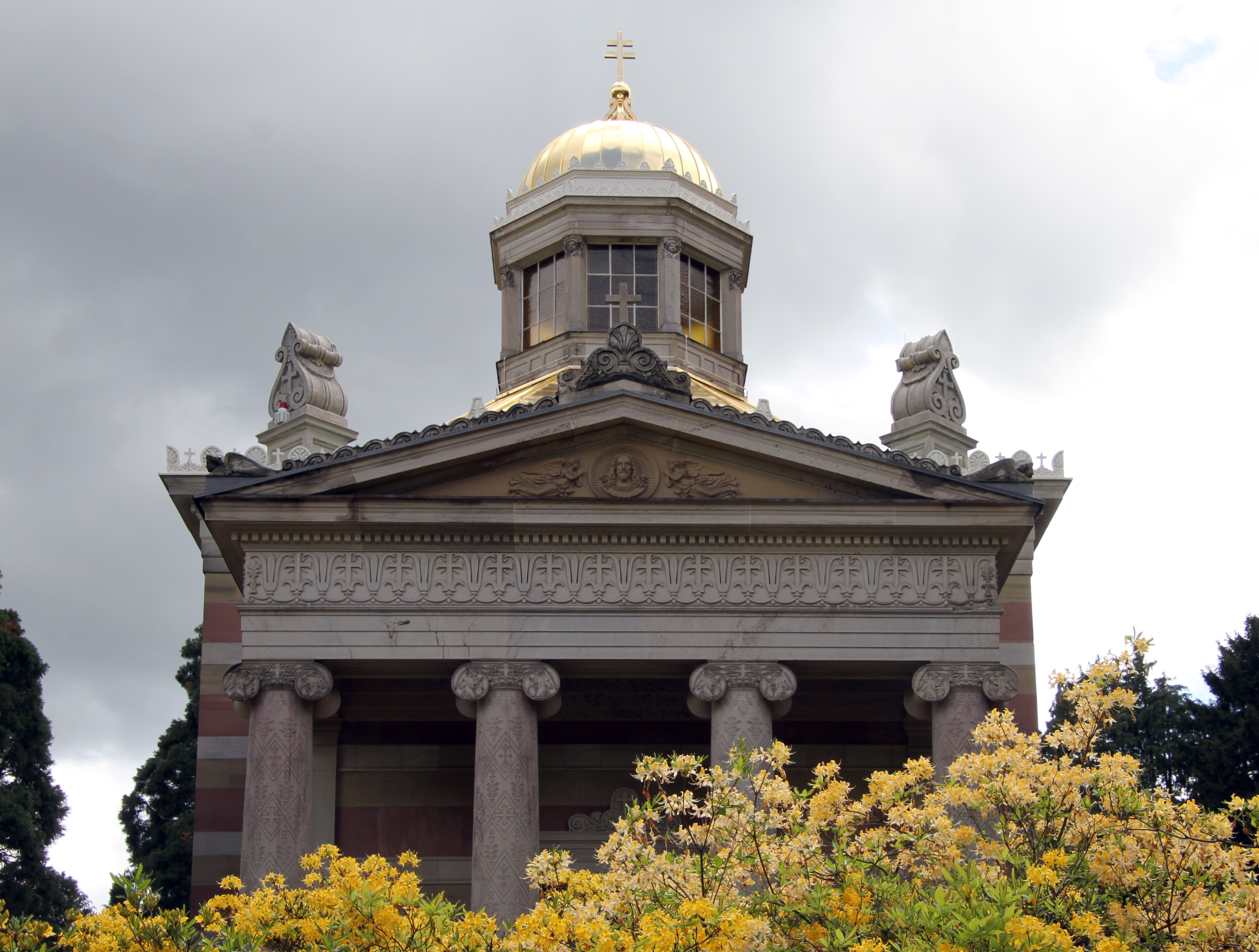
シュトゥルザ礼拝堂

## 姉妹都市
- カルロヴィ・ヴァリ、チェコ
- 福島市、日本（交流都市）
- フレイタール、ドイツ（友好都市）
- マントン、フランス
- モンカリエーリ、イタリア
- ヤルタ、ウクライナ

## 出身者
- ピョートル・ストルイピン（政治家）
- リナ・ラトケ（陸上選手）
- トビアス・A・シュリッスラー（撮影監督）